# Kosmodrom Šríharikota
Kosmodrom Šríharikota nebo Satish Dhawan Space Centre (SDSC), dříve Shriharikota High Altitude Range je indická raketová základna pod správou ISRO. Nachází se na malém stejnojmenném ostrově (Šríharikota) v Bengálském zálivu, na území státu Ándhrapradéš. Současné jméno odkazuje na bývalého předsedu ISRO Satíše Dhavana.

## Umístění
Kvůli bezpečnosti po případných haváriích se Indie rozhodla svůj kosmodrom postavit na ostrově Šríharikota v Pulitacké zátoce Bengálského zálivu. Ostrov náleží indickému svazovému státu Ándhrapradéš. Základna je vzdálena 280 km od sídla indické kosmické agentury Indian Space Research Organization (ISRO) v Bengalúru. Na souřadnicích 13°45' s.š. a 80°13' v.d. Střelecký sektor vymezující oblast dopadu raket je orientován na východ.

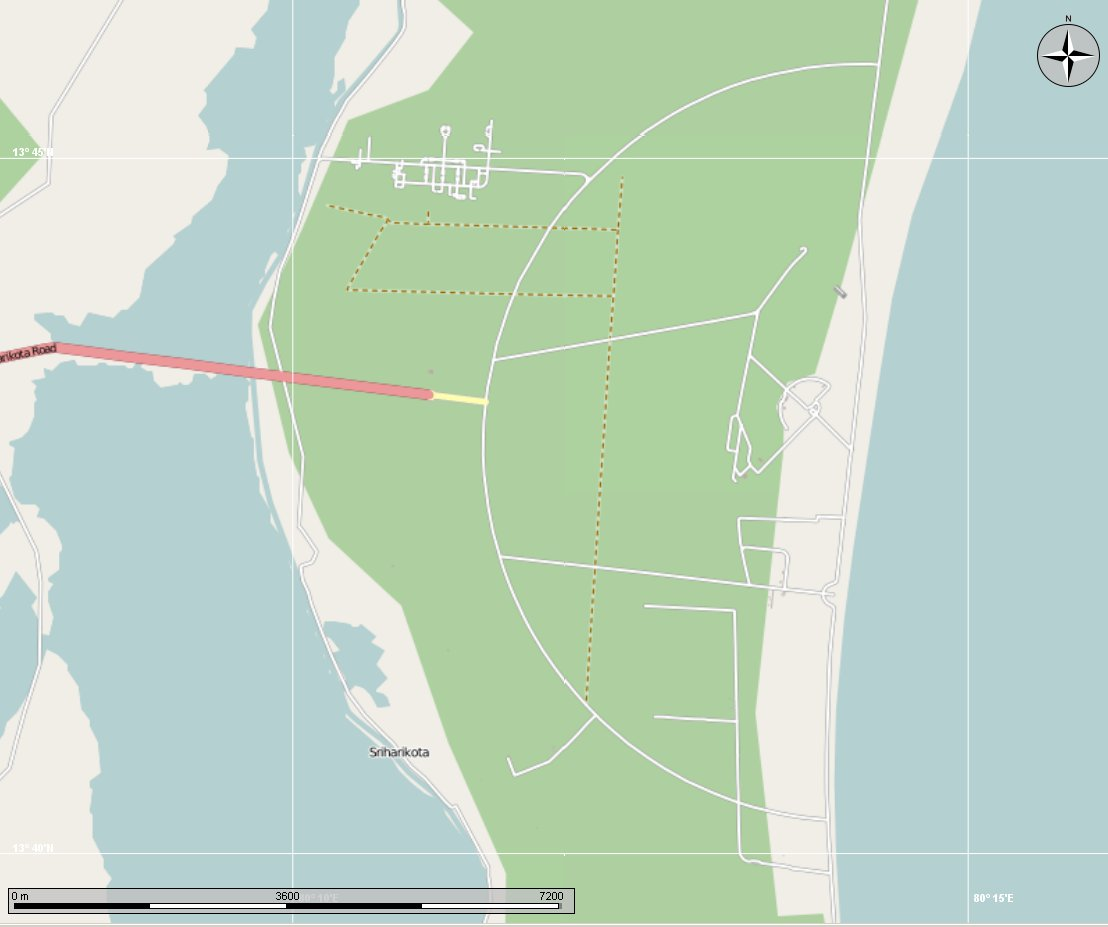
Mapka s umístěním kosmodromu

## Výstavba
Se stavbou bylo započato v sedmdesátých letech 20. století. V roce 1976 raketová základna získala operační status.
V roce 2005 byl uveden do provozu ostrým startem rakety PSLV druhý vypouštěcí komplex SLP (Second Lauch Pad). Budován byl od roku 1997. Obsahuje 82 metrů vysokou montážní budovu VAB, z níž jsou posunovány rakety s pomocí plošiny MLP na dvojité kolejové dráze dlouhé 1 km. Zakončení je u startovní rampy s obslužnou věží..

## Starty
Jako první odtud 10. srpna 1979 startovala raketa SLV-3 s družicí Rohini–1. Nezdařený pokus skončil ve vlnách Bengálského zálivu. Další pokus v roce 1980 byl již úspěšný.
Dne 10. ledna 2007 odtud odstartovala raketa PSLV C7, která vynesla na oběžnou dráhu dvě družice. Mimo komerční CARTO-Sat-2 také indickou družici SRE-1, která poté přistála na padácích v Bengálském zálivu. Úspěch mise agenturu přesvědčil o reálnosti plánů dostat se i na Měsíc.
V říjnu 2008 byla odtud vypuštěna raketa s první indickou družicí Čandraján-1 k Měsíci. Start i let se vydařil.
Do konce roku 2008 proběhlo z kosmodromu 27 startů, z toho 22 úspěšných.